# Elecciones regionales de Cajamarca de 2014
Las elecciones regionales de Cajamarca de 2014 se llevaron a cabo el 5 de octubre de 2014 para elegir al presidente regional, al vicepresidente regional y al Consejo Regional para el periodo 2015-2018. La elección se celebró simultáneamente con elecciones regionales y municipales (provinciales y distritales) en todo el Perú.

## Sistema electoral
El Gobierno Regional de Cajamarca es el órgano administrativo y de gobierno del departamento de Cajamarca. Está compuesto por el presidente regional, el vicepresidente regional y el Consejo Regional.
La votación se realiza en base al sufragio universal, que comprende a todos los ciudadanos nacionales mayores de dieciocho años, empadronados y residentes en el departamento de Cajamarca y en pleno goce de sus derechos políticos.
El presidente y vicepresidente regional son elegidos por sufragio directo. Para que un candidato sea proclamado ganador debe obtener no menos de 30 % de votos válidos. En caso ningún candidato logre ese porcentaje en la primera vuelta electoral, los dos candidatos más votados participan en una segunda vuelta o balotaje.
El Consejo Regional de Cajamarca está compuesto por 16 consejeros elegidos por sufragio directo para un período de cuatro (4) años. La votación es por lista cerrada y bloqueada. Cada provincia del departamento de Cajamarca constituye una circunscripción electoral. Se asigna a la lista ganadora los escaños según el método d'Hondt. La distribución y el número de consejeros regionales es la siguiente:
| Circunscripción | Escaños | Mapa |
| --- | ------- | ---- |
| San Ignacio | 4       |      |
| Cajabamba, Cajamarca. Celendín, Chota, Contumazá, Cutervo, Hualgayoc, Jaén, San Marcos, San Miguel, San Pablo y Santa Cruz | 1       |      |

## Composición del Consejo Regional de Cajamarca
La siguiente tabla muestra la composición del Consejo Regional de Cajamarca antes de las elecciones.
| Partidos | Partidos                                      | Consejeros |
| -------- | --------------------------------------------- | ---------- |
|          | Movimiento de Afirmación Social               | 10         |
|          | Movimiento Regional Fuerza Social Cajamarca   | 3          |
|          | Frente Regional de Cajamarca                  | 1          |
|          | Alianza Cajamarca Siempre Verde - Fuerza 2011 | 1          |
|          | Alianza para el Progreso                      | 1          |

## Partidos y candidatos
A continuación se muestra una lista de los principales partidos y alianzas electorales que participaron en las elecciones:
| Candidatura | Candidatura | Partidos y alianzas                                       | Candidatos | Candidatos                 | Ideología                                                          | Resultado previo | Resultado previo | Ref. |
| Candidatura | Candidatura | Partidos y alianzas                                       | Candidatos | Candidatos                 | Ideología                                                          | Votos (%)        | Con.             | Ref. |
| ----------- | ----------- | --------------------------------------------------------- | ---------- | -------------------------- | ------------------------------------------------------------------ | ---------------- | ---------------- | ---- |
|             | MAS         | Lista - Movimiento de Afirmación Social (MAS)             |            | Gregorio Santos Guerrero   | Regionalismo cajamarquino Mariateguismo Ecosocialismo              | 24.90%           | 10               |      |
|             | FSC         | Lista - Movimiento Regional Fuerza Social Cajamarca (FSC) |            | Jesús Coronel Salirrosas   | Regionalismo cajamarquino                                          | 12.80%           | 3                |      |
|             | FRC         | Lista - Frente Regional de Cajamarca (FRC)                |            | Javier Bobadilla Leiva     | Regionalismo cajamarquino                                          | 12.30%           | 1                |      |
|             | APRA        | Lista - Partido Aprista Peruano (APRA)                    |            | Luis Pita Gastelumendi     | Aprismo                                                            | 9.01%            | 0                |      |
|             | FP          | Lista - Fuerza Popular (FP)                               |            | Osías Ramírez Gamarra      | Fujimorismo Conservadurismo social Populismo de derecha            | 8.16%            | 1                |      |
|             | CSV         | Lista - Cajamarca Siempre Verde (CSV)                     |            | Absalón Vásquez Villanueva | Regionalismo cajamarquino                                          | 8.16%            | 1                |      |
|             | APP         | Lista - Alianza para el Progreso (APP)                    |            | Gonzalo Idrogo Escobar     | Liberalismo económico Conservadurismo liberal Populismo de derecha | 7.17%            | 1                |      |
|             | MIDS        | Lista - Movimiento Independiente Diálogo Social (MIDS)    |            | Rosa Florián Cedrón        | Regionalismo cajamarquino                                          | Nuevo            | Nuevo            |      |

## Sondeos de opinión
Las siguientes tablas enumeran las estimaciones de la intención de voto en orden cronológico inverso, mostrando las más recientes primero y utilizando las fechas en las que se realizó el trabajo de campo de la encuesta. Cuando se desconocen las fechas del trabajo de campo, se proporciona la fecha de publicación.
Leyenda:
     Sondeo realizado en el periodo de prohibición legal de la difusión de sondeos de intención de voto.

### Intención de voto
La siguiente tabla enumera las estimaciones ponderadas (sin incluir votos en blanco y nulos) de la intención de voto.
| Encuestadora/Medio                    | Fecha             | Muestra | Gregorio Santos | Osías Ramírez | Absalón Vásquez | Javier Bobadilla | Rosa Florián | Jesús Coronel | Dif. |  |  |  |  |
| ------------------------------------- | ----------------- | ------- | --------------- | ------------- | --------------- | ---------------- | ------------ | ------------- | ---- |  |  |  |  |
| Encuestadora/Medio                    | Fecha             | Muestra |                 |               |                 |                  |              |               |      |  |  |  |  |
| Elecciones regionales de 2014         | 5 oct 2014        | —       | 44.3            | 18.0          | 12.6            | 9.0              | 6.6          | 5.3           | 26.3 |  |  |  |  |
|                                       |                   |         |                 |               |                 |                  |              |               |      |  |  |  |  |
| Ipsos Perú/América                    | 5 oct 2014        | ?       | 45.6            | –             | –               | –                | –            | –             | ?    |  |  |  |  |
| Ipsos Perú/América                    | 5 oct 2014        | ?       | 49.9            | 18.0          | 11.6            | –                | –            | –             | 31.9 |  |  |  |  |
| Datum Internacional/Frecuencia Latina | 5 oct 2014        | ?       | 57.2            | 18.5          | 10.0            | 6.0              | –            | –             | 38.7 |  |  |  |  |
| CPI/RPP                               | 23–26 sep 2014    | 550     | 41.2            | 24.7          | 14.4            | 8.4              | 7.3          | –             | 16.5 |  |  |  |  |
| Ipsos Perú/El Comercio                | 24 sep 2014       | 400     | 41.3            | 26.3          | 17.5            | –                | 7.5          | 5.0           | 15.0 |  |  |  |  |
| Datum Internacional/Frecuencia Latina | 20–22 sep 2014    | 400     | 45.8            | 21.2          | 12.2            | –                | 5.8          | –             | 24.6 |  |  |  |  |
| CPI/RPP                               | 23 may–8 jun 2014 | 300     | 24.9            | 31.4          | 16.3            | 2.5              | 13.5         | 3.2           | 6.5  |  |  |  |  |

### Preferencias de voto
La siguiente tabla enumera las preferencias de voto en bruto (incluyendo blancos, viciados y sin respuesta) y no ponderadas.
|                               |                   |     |      |      |      |      |     |     |      |      |     |  |  |
| Elecciones regionales de 2014 | 5 oct 2014        | —   | 17.5 | 16.7 | 11.8 | 10.6 | 5.3 | 4.4 | 17.2 | –    | 0.8 |  |  |
|                               |                   |     |      |      |      |      |     |     |      |      |     |  |  |
| Ipsos Perú/El Comercio        | 24 sep 2014       | 400 | 33   | 21   | 14   | –    | 6   | 4   | 8    | 12   | 12  |  |  |
| CPI/RPP                       | 23 may–8 jun 2014 | 300 | 17.1 | 21.6 | 11.2 | 1.7  | 9.3 | 2.2 | 16.8 | 14.4 | 3.5 |  |  |
| Klambp                        | 8–10 jul 2013     | 384 | 25.6 | 19.1 | –    | –    | –   | 3.0 | 16.6 | 18.0 | 6.5 |  |  |

## Resultados

### Gobierno Regional de Cajamarca
|                      | Gregorio Santos Guerrero   | Movimiento de Afirmación Social (MAS)             | 288,432 | 44.27 |  |  |  |
|                      | Osías Ramírez Gamarra      | Fuerza Popular (FP)                               | 117,207 | 17.99 |  |  |  |
|                      | Absalón Vásquez Villanueva | Cajamarca Siempre Verde (CSV)                     | 82,289  | 12.63 |  |  |  |
|                      | Javier Bobadilla Leiva     | Frente Regional de Cajamarca (FRC)                | 58,832  | 9.03  |  |  |  |
|                      | Rosa Florián Cedrón        | Movimiento Independiente Diálogo Social (MIDS)    | 43,062  | 6.61  |  |  |  |
|                      | Jesús Coronel Salirrosas   | Movimiento Regional Fuerza Social Cajamarca (FSC) | 34,603  | 5.31  |  |  |  |
|                      | Gonzalo Idrogo Escobar     | Alianza para el Progreso (APP)                    | 14,995  | 2.30  |  |  |  |
|                      | Luis Pita Gastelumendi     | Partido Aprista Peruano (APRA)                    | 12,140  | 1.86  |  |  |  |
|                      |                            |                                                   |         |       |  |  |  |
| Total                | Total                      | Total                                             | 651,560 |       |  |  |  |
|                      |                            |                                                   |         |       |  |  |  |
| Votos válidos        | Votos válidos              | Votos válidos                                     | 651,560 | 79.23 |  |  |  |
| Votos en blanco      | Votos en blanco            | Votos en blanco                                   | 93,789  | 11.40 |  |  |  |
| Votos nulos          | Votos nulos                | Votos nulos                                       | 77,048  | 9.37  |  |  |  |
| Votos emitidos       | Votos emitidos             | Votos emitidos                                    | 822,397 | 82.86 |  |  |  |
| Abstenciones         | Abstenciones               | Abstenciones                                      | 170,119 | 17.14 |  |  |  |
| Votantes registrados | Votantes registrados       | Votantes registrados                              | 992,516 |       |  |  |  |
|                      |                            |                                                   |         |       |  |  |  |
| Fuente:              |                            |                                                   |         |       |  |  |  |

### Consejo Regional de Cajamarca
|                        |                                                   |              |              |              |         |         |  |  |
| Partidos y coaliciones | Partidos y coaliciones                            | Voto popular | Voto popular | Voto popular | Escaños | Escaños |  |  |
| Partidos y coaliciones | Partidos y coaliciones                            | Votos        | %            | ±pp          | Total   | +/−     |  |  |
|                        | Movimiento de Afirmación Social (MAS)             | 214,782      | 35.97        | n/a          | 12      | +2      |  |  |
|                        | Fuerza Popular (FP)                               | 93,971       | 15.74        | n/a          | 1       | +1      |  |  |
|                        | Cajamarca Siempre Verde (CSV)                     | 84,714       | 14.19        | n/a          | 0       | –1      |  |  |
|                        | Frente Regional de Cajamarca (FRC)                | 68,988       | 11.55        | –2.60        | 0       | –1      |  |  |
|                        | Movimiento Independiente Diálogo Social (MIDS)    | 49,677       | 8.32         | Nuevo        | 2       | +2      |  |  |
|                        | Movimiento Regional Fuerza Social Cajamarca (FSC) | 46,044       | 7.71         | –8.27        | 1       | –2      |  |  |
|                        | Alianza para el Progreso (APP)                    | 23,867       | 4.00         | –3.17        | 0       | –1      |  |  |
|                        | Partido Aprista Peruano (APRA)                    | 15,091       | 2.53         | –6.48        | 0       | ±0      |  |  |
|                        |                                                   |              |              |              |         |         |  |  |
| Total                  | Total                                             | 597,134      |              |              | 16      | ±0      |  |  |
|                        |                                                   |              |              |              |         |         |  |  |
| Votos válidos          | Votos válidos                                     | 597,134      | 72.61        | +8.63        |         |         |  |  |
| Votos en blanco        | Votos en blanco                                   | 148,242      | 18.03        | –5.07        |         |         |  |  |
| Votos nulos            | Votos nulos                                       | 77,021       | 9.37         | –3.55        |         |         |  |  |
| Votos emitidos         | Votos emitidos                                    | 822,397      | 82.86        | –2.36        |         |         |  |  |
| Abstenciones           | Abstenciones                                      | 170,119      | 17.14        | +2.36        |         |         |  |  |
| Votantes registrados   | Votantes registrados                              | 992,516      |              |              |         |         |  |  |
|                        |                                                   |              |              |              |         |         |  |  |
| Fuente:                |                                                   |              |              |              |         |         |  |  |

### Autoridades electas
| Cargo                                             | Autoridad electa | Autoridad electa               | Partido político | Partido político                            |
| ------------------------------------------------- | ---------------- | ------------------------------ | ---------------- | ------------------------------------------- |
| Presidente Regional de Cajamarca                  |                  | Gregorio Santos Guerrero       |                  | Movimiento de Afirmación Social             |
| Vicepresidente Regional de Cajamarca              |                  | Porfirio Medina Vásquez        |                  | Movimiento de Afirmación Social             |
| Consejero Regional de Cajamarca (por Cajabamba)   |                  | Juan Monroy Huamán             |                  | Movimiento de Afirmación Social             |
| Consejera Regional de Cajamarca (por Cajamarca)   |                  | Lilian Cruzado Vásquez         |                  | Fuerza Popular                              |
| Consejero Regional de Cajamarca (por Celendín)    |                  | Walter Castañeda Bustamante    |                  | Movimiento de Afirmación Social             |
| Consejero Regional de Cajamarca (por Chota)       |                  | Francisco Sánchez Cieza        |                  | Movimiento de Afirmación Social             |
| Consejero Regional de Cajamarca (por Contumazá)   |                  | Jhony Barrantes Herrera        |                  | Movimiento de Afirmación Social             |
| Consejero Regional de Cajamarca (por Cutervo)     |                  | Máximo León Guevara            |                  | Movimiento de Afirmación Social             |
| Consejero Regional de Cajamarca (por Hualgayoc)   |                  | Manuel Ramos Campos            |                  | Movimiento de Afirmación Social             |
| Consejero Regional de Cajamarca (por Jaén)        |                  | Ulises Gamonal Guevara         |                  | Movimiento de Afirmación Social             |
| Consejero Regional de Cajamarca (por San Ignacio) |                  | Wigberto Vásquez Vásquez       |                  | Movimiento de Afirmación Social             |
| Consejero Regional de Cajamarca (por San Ignacio) |                  | Neir Unkuch Jempekit           |                  | Movimiento de Afirmación Social             |
| Consejero Regional de Cajamarca (por San Ignacio) |                  | Alexander Morocho Peña         |                  | Movimiento Regional Fuerza Social Cajamarca |
| Consejero Regional de Cajamarca (por San Ignacio) |                  | Juan Núñez Neira               |                  | Movimiento Independiente Diálogo Social     |
| Consejero Regional de Cajamarca (por San Marcos)  |                  | Valentín Castañeda Ramírez     |                  | Movimiento de Afirmación Social             |
| Consejero Regional de Cajamarca (por San Miguel)  |                  | José Mendoza Zafra             |                  | Movimiento de Afirmación Social             |
| Consejera Regional de Cajamarca (por San Pablo)   |                  | Melva Santa Cruz Quispe        |                  | Movimiento de Afirmación Social             |
| Consejero Regional de Cajamarca (por Santa Cruz)  |                  | Hernando Villanueva Santa Cruz |                  | Movimiento Independiente Diálogo Social     |